# قناة الإنسان
قناة الإنسان (بالفرنسية: Al Insen TV)‏ هي قناة تلفزيونية ثقافية ودينية تونسية أسست في 2012. رغم بثها منذ ثلاث سنوات، إلا أن القناة لم تتلقى رخصة بثها الرسمية إلا في 5 أغسطس 2015 من قبل الهيئة العليا المستقلة للاتصال السمعي البصري.

## البرامج[4]
| البرنامج              | المقدم                   |
| --------------------- | ------------------------ |
| قافلة الإنسان         | غسان الشايب              |
| نوافذ إيجابية         | محمد مراد                |
| ورتل                  | محمد رامي                |
| ويستفتونك             | مختار الجبالي            |
| كيف كانوا وكيف أصبحنا | الحبيب الخمار            |
| سنريهم آياتنا         | محسن هدريش               |
| حدث وحديث             | الدكتور غيث الشافعي      |
| صحة وعافية            | وسيم الشويش              |
| قضايا الساعة          | محمد ناجى الرزقي         |
| 100% شباب             | أحمد الخراط وحسونة قدارة |
| سؤال وجواب            | غسان الطاهر              |
| بيوت مطمئنة           | هيثم الامام              |
| في بيتك أبناء         | محمد مراد                |
| دين ونصيحة            | حاتم بن عياد             |
| هذا لسان عربي مبين    | الشيخ بشير بن جديدة      |
| حوار العقل            | نوري البحري              |

## تردد القناة
- تبث قناة الإنسان على قمر النايل سات على تردد 11657 أفقي 27500

## روابط خارجية
- الموقع الرسمي لقناة الإنسان الفضائية